# Protocole de Damas
Le Protocole de Damas est un document remis à Fayçal ben Hussein le 23 mai 1915 par les sociétés secrètes arabes al-Fatat et Al-'Ahd lors de sa deuxième visite à Damas. Dans ce protocole, les sociétés secrètes se déclarent prêtes à soutenir la révolte du père de Fayçal, Hussein ben Ali, contre l'Empire ottoman et y indiquent leurs exigences en vue d'un futur accord avec la Grande-Bretagne. Elles y définissent les frontières d'un État arabe indépendant à établir au Moyen-Orient englobant toutes les terres de l'Asie occidentale ottomane au sud du 37e parallèle nord. Ce document devient la base de la compréhension arabe de la correspondance McMahon-Hussein. Les sociétés secrètes arabes demandent que les exigences du protocole soient soumises aux Britanniques ; c'est à cette condition qu'elles s'engageront en faveur de la révolte arabe.

## Texte
Le texte est traduit pour la première fois en anglais par George Antonius en 1938, sur la base d'une copie du protocole qui lui a été remis par Fayçal : « La reconnaissance par la Grande-Bretagne de l'indépendance des pays arabes situés à l'intérieur des frontières suivantes :
```
Nord : La ligne 
Mersin
 - 
Adana
 jusqu'au parallèle 37N et de là le long de la ligne 
Birejek
 - 
Urga
 - 
Mardin
 - 
Midiat
 - 
Jazirat (Ibn 'Unear)
 - 
Amadia
 jusqu'à la frontière perse ;
```

```
Est : La frontière perse jusqu'au golfe Persique ;Sud : L'océan Indien (à l'exclusion d'Aden, dont le statut doit être maintenu).
```

```
Ouest : La Mer Rouge et la Mer Méditerranée retour à Mersin.L'abolition de tous les privilèges exceptionnels accordés aux étrangers sous les capitulations.
```

```
La conclusion d'une alliance défensive entre la Grande-Bretagne et le futur État arabe indépendant.
```

```
L'octroi de la préférence économique à la Grande-Bretagne. »
```

## Contexte

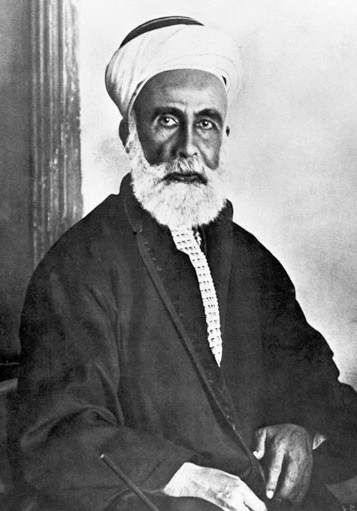
Sayyid Hussein ben Ali, chérif et émir de La Mecque, roi du Hedjaz

### Négociations avec Kitchener
Le 5 février 1914, le fils du chérif Hussein, Abdallah Ier, rencontre Herbert Kitchener, gouverneur général britannique de l'Égypte et du Soudan, au Caire et lui demande si Hussein peut compter sur le soutien britannique en cas de mouvements turcs contre le Hedjaz. À ce stade, Kitchener ne peut offrir aucune promesse, mais deux mois plus tard, Abdallah rencontre le secrétaire oriental de Kitchener, Sir Ronald Storrs, et reçoit l'assurance que la Grande-Bretagne garantirait le statu quo en Arabie contre « l'agression turque ».

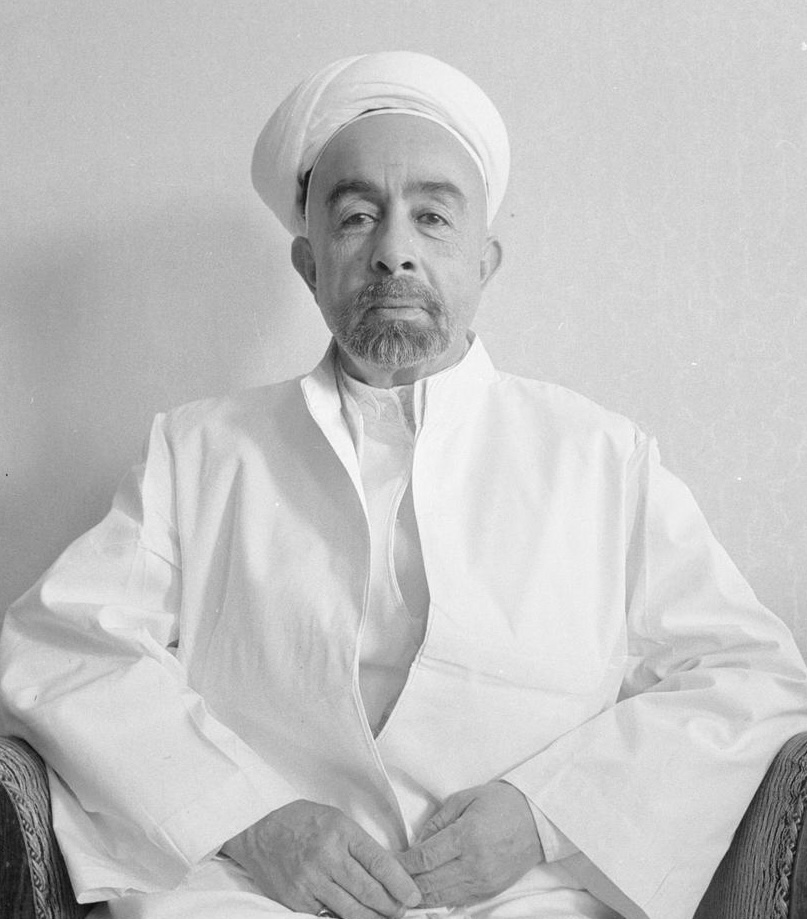
Abdallah I ben al-Hussein, roi de Jordanie (1949–1951) est né à La Mecque, Empire ottoman (actuellement Arabie saoudite)

En août 1914, la réticence britannique à s'opposer aux Turcs s'évapore après le début de la guerre. Kitchener, alors secrétaire d'État à la guerre, envoie un message à Abdallah demandant si les Arabes soutiendraient la Grande-Bretagne en cas d'entrée en guerre de la Turquie aux côtés de l'Allemagne. Abdallah répond que le chérif soutiendrait la Grande-Bretagne en échange du soutien britannique contre les Turcs.

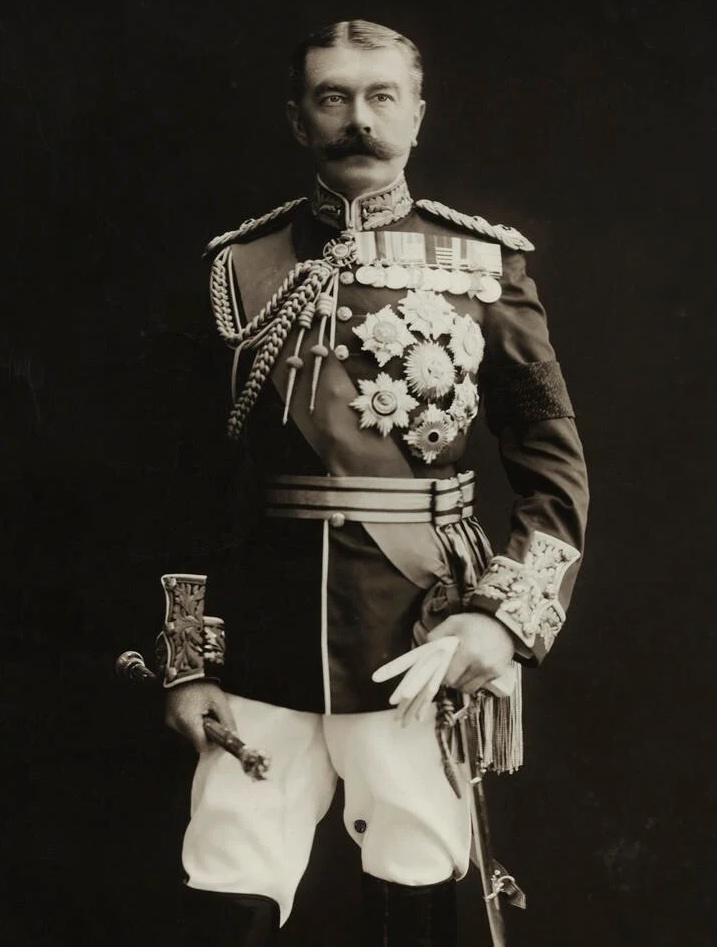
Herbert Kitchener, 1er comte Kitchener

. Au moment de la réponse de Kitchener en octobre, les Turcs entrent en guerre comme alliés des Allemands.
L'historien Timothy J. Paris retrace les négociations anglo-arabes en ces termes : « Kitchener déclare que si l'émir et la « nation arabe » soutiennent la Grande-Bretagne dans la guerre, les Britanniques reconnaîtraient et soutiendraient l'indépendance de l'émirat et des Arabes et, en outre, garantiraient l'Arabie contre les agressions extérieures. Et puis Kitchener a ajouté gratuitement et de sa propre autorité une phrase qui susciterait la controverse à Londres et au Moyen-Orient pour les années à venir. « Il se peut, conclut-il, qu'un Arabe de la vraie race assumera le califat à La Mecque ou à Médine et qu'ainsi le bien sortira avec l'aide de Dieu de tout le mal qui se produit actuellement ». » Dans sa réponse, Hussein n'a pas mentionné le califat mais a déclaré qu'il ne pouvait pas rompre immédiatement avec les Turcs en raison de sa position dans l'islam.

### Déclaration turque dedjihad
Le 11 novembre 1914, les Turcs déclarent le djihad contre l'Entente (alliés de la Première Guerre mondiale) et exhortent Hussein à soutenir l'appel et à fournir des troupes pour leurs forces.
Selon Schneer, en janvier 1915, Hussein est approché par Fauzi al-Bakri (frère de Nasib al-Bakri, tous deux membres d'Al-Fatat et dont le père était un vieil ami d'Hussein) dans le but de persuader le chérif devenir chef d'une révolte contre les Ottomans. Au même moment, le fils aîné d'Hussein, Ali ben Hussein, découvre un complot turc visant à déposer le Sharif en faveur d'Ali Haidar, chef de la branche dépossédée Motallib de la famille chérifienne. Hussein ordonne alors à son fils Fayçal de présenter au Grand Vizir à Constantinople les preuves du complot. Il lui demande aussi de se rendre à Damas pour examiner avec les dirigeants des sociétés secrètes la viabilité d'une révolte ; ce que Fayçal fait le 26 mars 1915. Après un mois de pourparlers, Faisal n'est pas convaincu de la force du mouvement arabe et en conclut qu'une révolte ne réussirait pas sans l'aide de l'une des grandes puissances. En arrivant à Constantinople en avril et en apprenant qu'une déclaration arabe de djihad est considérée comme essentielle par les Turcs, Fayçal s'inquiète de la position de sa famille au Hedjaz.
Lors de son voyage de retour, Faisal se rend à Damas pour reprendre les pourparlers avec les sociétés al-Fatat et Al-Ahd et rejoint leur mouvement révolutionnaire. C'est lors cette visite que Fayçal reçoit le document connu sous le nom de "Protocole de Damas". Le document déclare que les Arabes se révoltent en alliance avec la Grande-Bretagne en échange de la reconnaissance de l'indépendance arabe dans une zone allant du 37e parallèle nord à la frontière sud de la Turquie, délimitée à l'est par la Perse et le golfe Persique, à l'ouest, par la mer Méditerranée et au sud par la mer d'Oman.

### Rencontre à Taëf
À la suite de délibérations à Taëf entre Hussein et ses fils en juin 1915, au cours desquelles Fayçal conseille la prudence, Ali plaide contre la rébellion et Abdallah préconise l'action, le chérif a fixé une date provisoire pour la révolte armée pour juin 1916 et a entamé des négociations avec le haut-commissaire britannique en Égypte, Sir Henry McMahon via la correspondance Hussein-McMahon.